# Junko Tabei
Junko Tabei (田部井 淳子), född 22 september 1939 i Miharu i Fukushima, död 20 oktober 2016 i Kawagoe i Saitama, var en japansk bergsbestigare, som den 16 maj 1975 blev den första kvinnan att bestiga Mount Everest. Hon var även första kvinna att uppnå Seven Summits.

## Biografi
Tabei föddes i prefekturen Fukushima och började intressera sig för bergsklättring då hon vid 10 års ålder tillsammans med en lärare besteg berget Nasu. Efter att ha tagit examen vid Showa universitetet där hon studerade engelsk litteratur grundade hon en förening för kvinnliga bergsbestigare - "Ladies Climbing Club: Japan (LCC)" 1969. Hon har också bestigit berget Fuji (tillsammans med sin man) och Matterhorn i Alperna.
1972 beslöt tidningen Yomiuri och TV-bolaget Nihon Television att sända ett lag enbart bestående av kvinnor till Nepal för att utmana Mount Everest. Femton kvinnor inklusive Tabei, som vid det laget var Japans mest kända kvinnliga bergsklättrare, valdes ut från ett hundratal sökande. Efter intensiv träning under 1975 reste man till Katmandu och tillsammans med nio lokala sherpa-guider påbörjades bestigningen samma väg som Edmund Hillary och Tenzing Norgay tog 1953. Vid början av maj, när man slagit läger och vilade ut på en höjd av 6 300 m, inträffade ett snöskred som begravde flera av lagets medlemmar och Tabei blev liggande medvetslös under snömassorna i cirka 6 minuter innan hon grävdes fram av en av guiderna.
Den 28 juni 1992 nådde Tabei toppen av Puncak Jaya som den sista av de 7 bergstopparna i Seven Summits.

## Utmärkelser
Asteroiden 6897 Tabei är uppkallad efter henne.